# زقزاق صياح

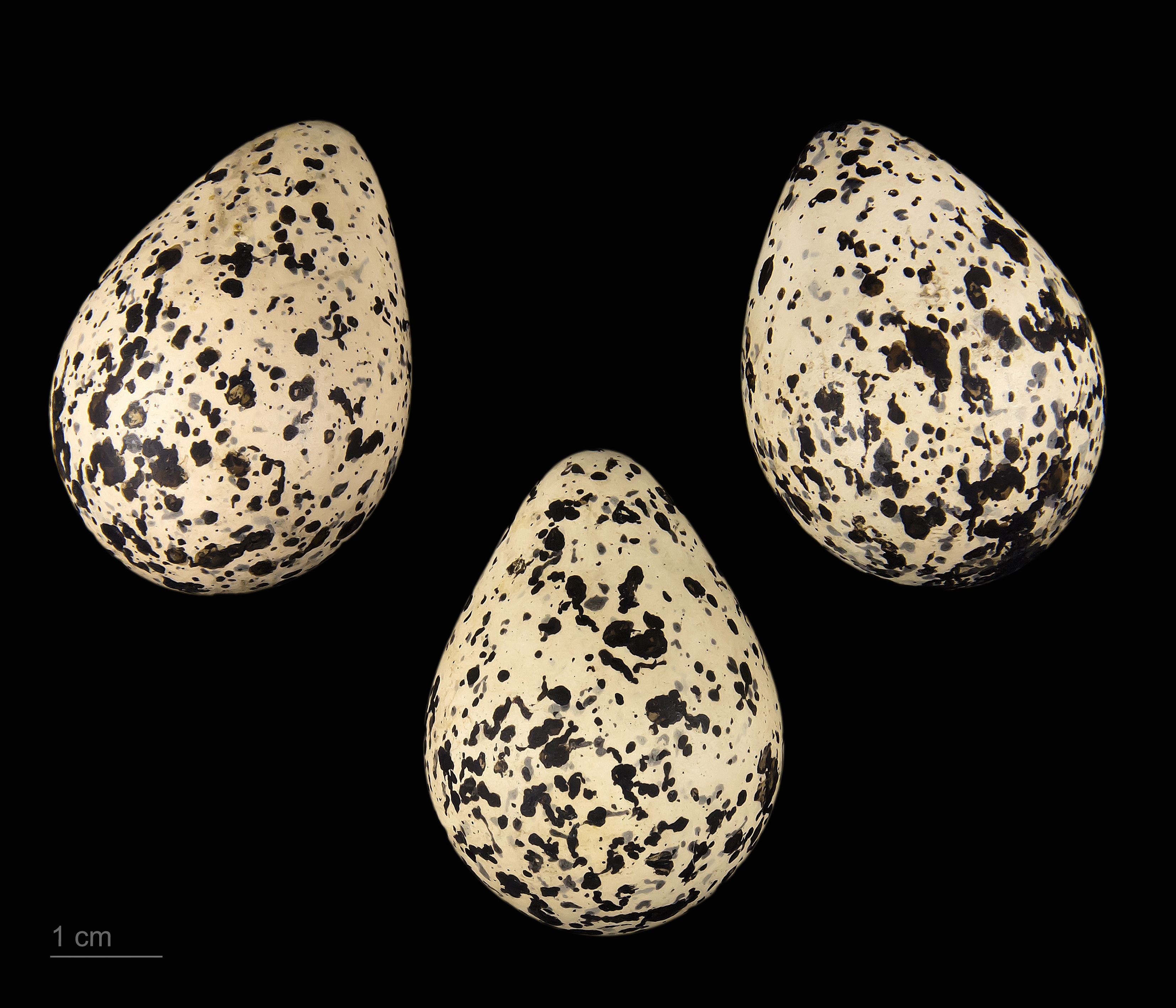
Charadrius vociferus

زقزاق صياح أو الزقزاق الأمريكي أو الكِلدِيّ (الاسم العلمي: Charadrius vociferus) هو نوع من الطيور يتبع جنس الزقزاق من فصيلة الزقزاقية.